# Muthugadahalli, Turuvekere
Muthugadahalli là một làng thuộc tehsil Turuvekere, huyện Tumkur, bang Karnataka, Ấn Độ.